# Michael Sullivan (rugby à XIII)
Pour les articles homonymes, voir Michael Sullivan et Sullivan.
Pas d'image ? Cliquez ici

a Compétitions nationales et continentales officielles uniquement.

b Matchs officiels uniquement.
Michael Sullivan dit Mick Sullivan, né le 12 janvier 1934 à Pudsey (Angleterre) et mort le 5 avril 2016 à Wakefield (Angleterre), est un joueur anglais de rugby à XIII évoluant au poste d'ailier dans les années 1950 et 1960. Après des débuts à Huddersfield, il rejoint en 1957 Wigan pour 9 500 livres sterling ce qui constitue le record de l'époque. Avec Wigan,il remporte le Championnat d'Angleterre en 1960 et la Challenge Cup en 1958 et 1959. Son transfert à St Helens constitue également un nouveau record avec un montant de 11 000 livres sterling. Il joue plus tard pour York City et Dewsbury. Il a été sélectionné à quarante-six reprises en sélection de Grande-Bretagne et à trois reprises en sélection d'Angleterre, il remporte avec la première sélection la Coupe du monde en 1954 et 1960. Il a été introduit au Temple de la renommée du rugby à XIII britannique en 2013.

## Biographie
Mike Sullivan est considéré comme « une gale », « un empoisonneur de la défense   ». Ses crochets déconcertaient autant que ses « cravates ».

## Palmarès
- Collectif :
  - Vainqueur de la Coupe du monde : 1954 et 1960 (Grande-Bretagne).
  - Vainqueur du Championnat d'Angleterre : 1960 (Wigan).
  - Vainqueur de la Challenge Cup : 1958 et 1959 (Wigan).
  - Finaliste de la Coupe du monde : 1957 (Grande-Bretagne).
  - Finaliste du Championnat d'Angleterre : 1962 (St Helens).
  - Finaliste de la Challenge Cup : 1961 (Wigan).